# Grandview (Iowa)
Pour les articles homonymes, voir Grandview.
Grandview est une ville du  comté de Louisa, en Iowa, aux États-Unis. Elle est fondée en 1841 et incorporée le 18 février 1901.

## Source de la traduction
- (en) Cet article est partiellement ou en totalité issu de l’article de Wikipédia en anglais intitulé « Grandview, Iowa » (voir la liste des auteurs).